# Громы (Беларусь)
Громы — упразднённое селение, вошедшее в состав города Полоцк. Ныне микрорайон Громы города Полоцк Витебской области Беларуси.

## География
Находится на севере Беларуси, в северной части города, вокруг озера Волово.

## История
В начале XX века открыто железнодорожное сообщение из Санкт-Петербурга на Полоцк и далее в Польшу. Для обслуживания пассажиропотока и грузоперевозок в Полоцке был построен вокзал, который назывался Полоцк-2 или Полоцк-Громы — по названию одноимённой деревни и фольварка, расположенных около станции.
В 1924—1926 гг. административный центр Громовичского сельсовета в составе Полоцкого района Полоцкого округа БССР.

## Инфраструктура
Сохранилось старообрядческое кладбище

## Транспорт
Станция Громы.
- Маршрут(автобус) 1 (Автовокзал — Богатырская)
- Маршрутное такси 25 (ТЦ «Манеж»—Богатырская)
- Маршрут(автобус) 11 (Автовокзал —Тросницкая)